# اوپاتوویتس
اوپاتوویتس (به لهستانی:  Opatowiec) یک روستا در لهستان است که در گمینا اوپاتوویتس واقع شده‌است. اوپاتوویتس ۴۱۰ نفر جمعیت دارد و ۲۰۰ متر بالاتر از سطح دریا واقع شده‌است.